# Richard Sorge
Richard Sorge, född 4 oktober 1895 i Sabuntji, guvernementet Baku, Ryska Imperiet, död 7 november 1944 i Tokyo, Japan, var en tysk journalist, kommunist och spion för Sovjetunionen. 

## Biografi
Sorge, vars far var tysk och mor ryska, föddes som tysk medborgare i södra Ryssland. Hans gammelfarbror var Friedrich Sorge, en tysk kommunist som var med och grundade Första internationalen och stod Karl Marx och Friedrich Engels nära. 1898 flyttade familjen till Tyskland, och bosatte sig i stadsdelen Lichterfelde i Berlin. Sorge deltog som tysk soldat i första världskriget, men blev 1916 demobiliserad efter att ha skadats allvarligt. Därefter studerade han vid Berlins, Kiels och Hamburgs universitet, där han avlade en doktorsexamen i statsvetenskap 1920. Samtidigt läste han flera av Marx och Engels verk och blev övertygad kommunist; han var medlem i Tysklands kommunistiska parti från 1919, och i Sovjetunionens kommunistiska parti från 1925. 
Sorge utbildades i underrättelseverksamhet av Komintern i Moskva och rekryterades 1929 av Röda arméns fjärde division, vilket kom att bli föregångaren till den militära underrättelsetjänsten GRU. Samma år skickades han till Shanghai i Kina, där han verkade som spion för Sovjetunionens räkning. Efter att ha återvänt till Tyskland, blivit medlem i NSDAP och knutit kontakter inom den nazistiska maktapparaten fick Sorge 1933 tjänsten som tysk pressattaché i Tokyo samt korrespondent för tidningen Frankfurter Zeitung. 
I Japan byggde Sorge upp ett brett spionnätverk, samtidigt som han av tyskarna troddes vara en hängiven och pålitlig nazist och kom i kontakt med flera tyska diplomater. Genom denna täckmantel kunde han hämta värdefulla upplysningar från flera tyska och japanska källor, som sedan överlämnades till Sovjetunionen. Sorge informerade bland annat den sovjetiska ledningen om Antikominternpakten mellan Tyskland och Japan och attacken mot Pearl Harbor. Hans uppgifter om ett nära förestående tyskt angrepp på Sovjetunionen, Operation Barbarossa, i juni 1941 blev dock inte trodda. 
Sorge greps av den japanska militärpolisen Kempeitai i oktober 1941. Efter att ha torterats dömdes han till döden och avrättades genom hängning i november 1944. Av eftervärlden har han vunnit erkännande som en av de skickligaste spionerna någonsin; han har gestaltats i ett stort antal böcker och filmer, och har blivit kallad "Stalins James Bond". I Sovjetunionen erkändes hans betydelse offentligt först 1964, då han postumt utnämndes till Sovjetunionens hjälte.